# 弗朗茨·费尔哈斯
弗朗茨·费尔哈斯（荷蘭語：Franz Verhas；1827年—1897年）是比利時畫家。以描繪中產階級豪宅中的婦女和兒童的肖像畫和風俗場景而聞名。他精心描繪的客廳內部以其富裕裝潢和種類繁多的紋理為特色，如掛氈、緞面、毛皮、大理石和金屬。弗朗茨·费尔哈斯也畫過動物畫、歷史畫和靜物畫。

## 生活
弗朗茨·费尔哈斯出生於登德爾蒙德，是埃马纽埃尔·费尔哈斯（Emmanuel Verhas）的兒子。他的父親是一名畫家，曾在當地專科學院任教二十年，並擔任該學院的院長。弗朗茨·费尔哈斯與他的弟弟扬·费尔哈斯（Jan Verhas）一同接受了父親初步的藝術訓練。他的弟弟後來成為了一名非常成功的藝術家。费尔哈斯最初在家鄉登德爾蒙德的美術學院學習，然後到安特衛普皇家美術學院學習。他在安特衛普學院的其中一位老師是尼凯斯·德凯泽（Nicaise De Keyser），他是一位主要創作歷史畫和肖像畫的畫家，也是比利時浪漫主義歷史畫派的重要人物之一。 费尔哈斯於1867年在斯哈爾貝克定居。
弗朗茨·费尔哈斯於1870年代後期和1880年代在巴黎生活和工作。他是法國作家阿尔塞纳·乌赛（Arsène Houssaye）的密友，他為侯賽耶位於巴黎弗里德蘭大街的住所創作了裝飾壁畫。裝飾程序包括佛蘭芒大師和威尼斯大師的拼貼畫。
弗朗茨·费尔哈斯於1897年11月22日在斯哈爾貝克去世。

## 作品
弗朗茨·费尔哈斯以其女性肖像畫和以資產階級的豪華住宅為背景的風俗畫而聞名。 他還畫動物、一些歷史畫和靜物畫。 1870年代和1880年代在巴黎的駐留期間，於住所創作了多幅歷史題材的壁画。
他的主要題材和繪畫風格是受到比利時畫家阿爾弗雷德·史蒂文斯（Alfred Stevens）的影響，後者曾在巴黎從事描繪優雅女性的社會畫家。他與弟弟揚·费尔哈斯以描繪小型的家庭場景而聞名，畫中的女孩和男孩歡樂地喧囂，他們擁有完美透明和珍珠般的肌膚以及控制良好的面部表情。其他也是阿爾弗雷德·史蒂文斯追隨者的比利時藝術家包括古斯塔夫·莱昂纳尔·德容格 （Gustave Léonard de Jonghe）和夏尔·博涅（Charles Baugniet）。如同弗朗茨·费尔哈斯，他們的作品會勾起對打扮的女性的幻想，並以一種類似諂媚偶像的方式繪畫，強調女性的嬌媚和誘惑性。
弗朗茨·费尔哈斯的構圖巧妙，以極其精確的方式處理富麗堂皇的室內裝飾，畫中充滿了綢緞和哥白林（gobelin，掛毯），以動物外皮和大理石陪襯著所畫的女性對象身上優雅的克里諾林裙襯。他在作品中尤其擅長渲染緞面、大理石等珍貴材質的紋理。

费尔哈斯接過各種委託，例如為家鄉登德爾蒙德的教堂繪製宗教畫，為登德爾蒙德市政廳繪製歷史畫。他的歷史畫的主題是以強烈的現實主義處理。

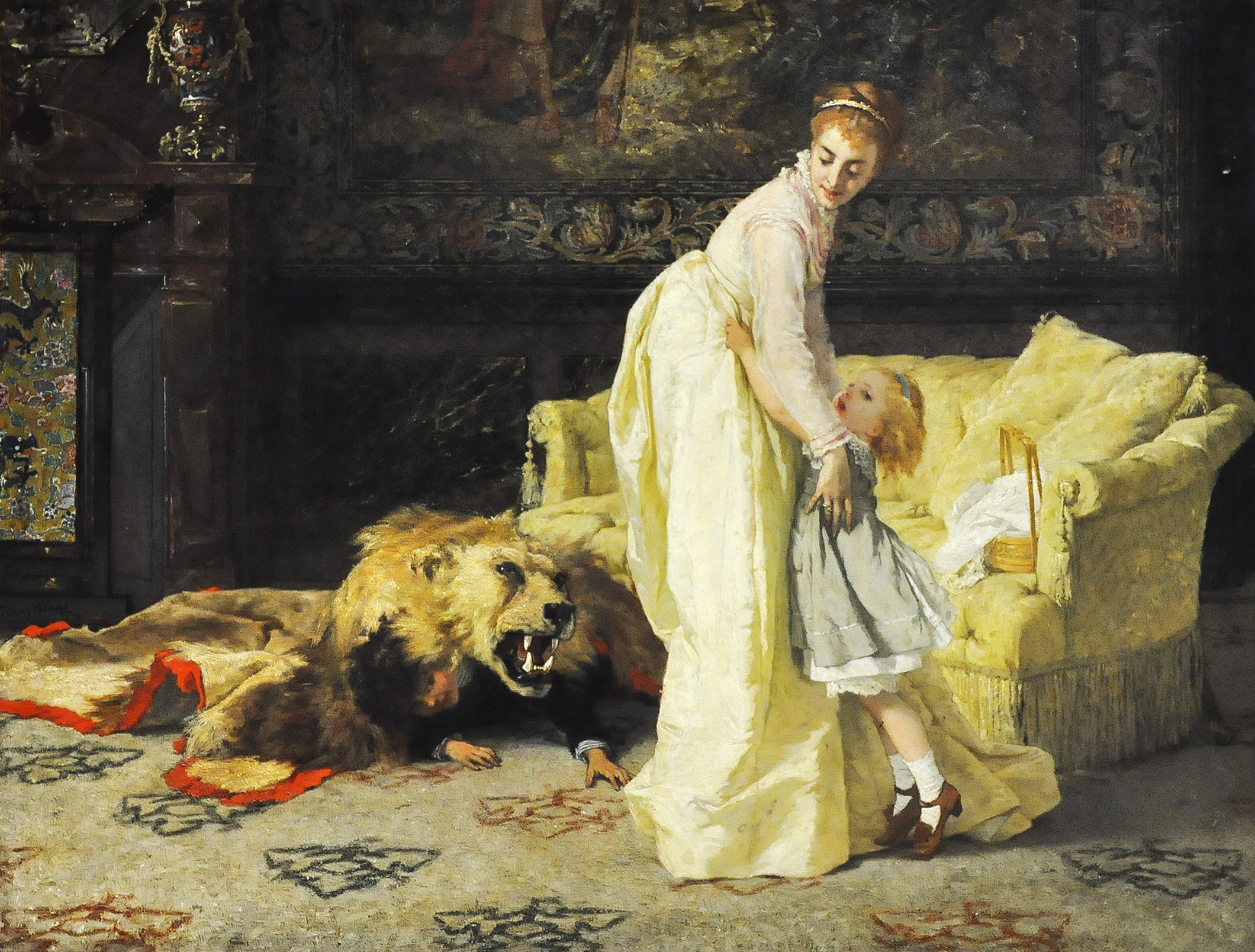
《獅子》
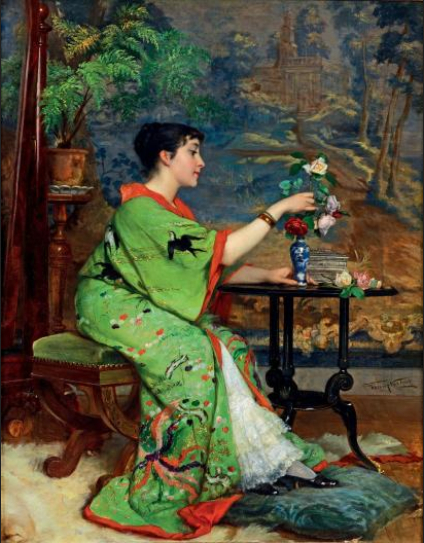
《穿著和服的年輕女子》
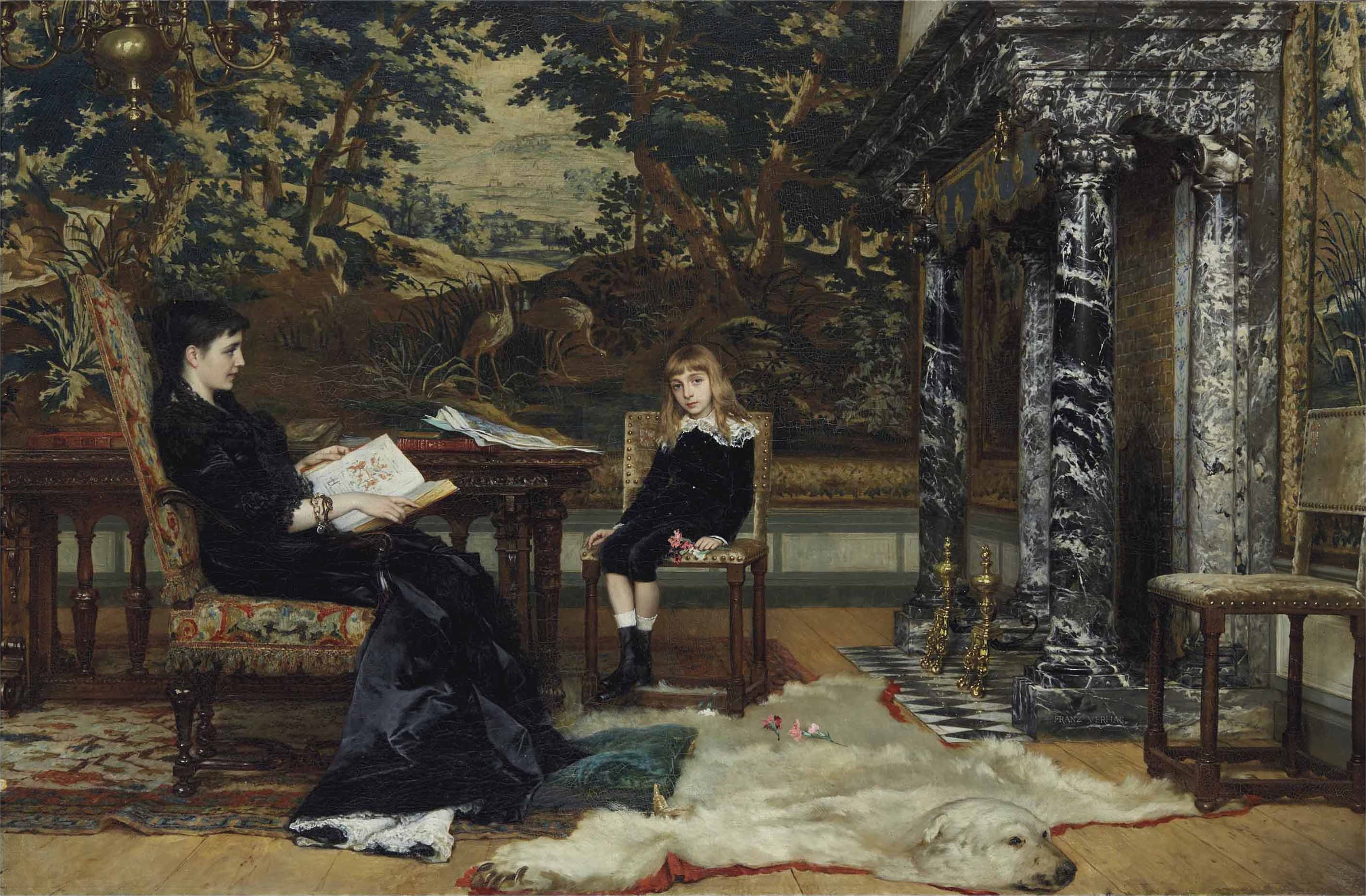
《在客廳閱讀》
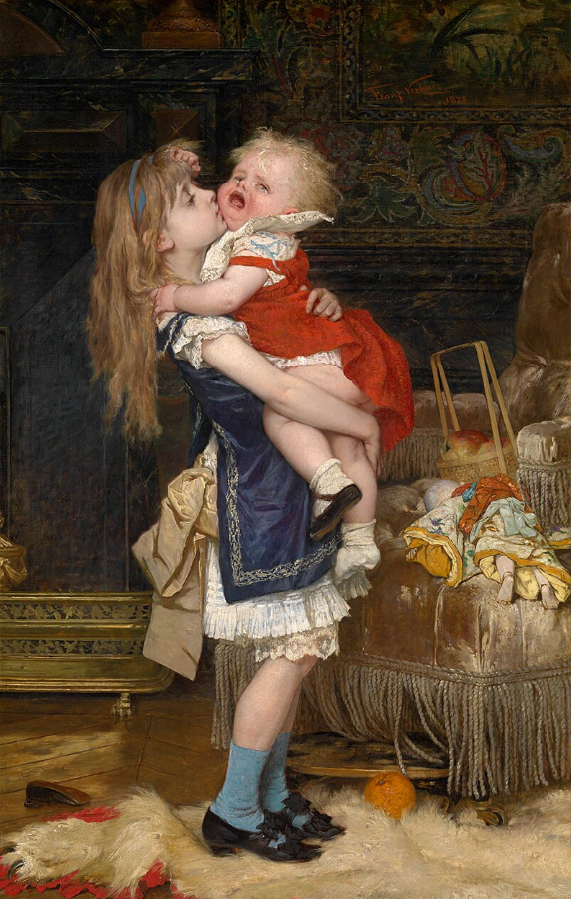
《難以安慰》

## 註記
1. ↑  His birth date is sometimes also given as 1832 and his death date as 1894
2. 1 2  Franz Verhas （页面存档备份，存于） at the Netherlands Institute for Art History （荷蘭語）
3. ↑  Franz Verhas, Interior of a salon with a lady holding a fan （页面存档备份，存于） at Lempertz
4. 1 2 3 4 5  Belgian artists: la cote des artistes belges, Arts Antiques Auctions nv, 2004
5. ↑  Frans Verhas, ‘’Bouquet of roses’’ at Opus Mirabilis
6. ↑  Alain Jacobs, Verhas family （页面存档备份，存于） at Oxford Art Online
7. 1 2 3 4 5  Alain Jacobs, Frans Verhas （页面存档备份，存于） in: Dictionnaire des peintres belges （法語）
8. ↑  Revue universelle: recueil documentaire universel et illustré, Volume 7, Georges Moreau Larousse., 1897, p. 90 （法語）
9. ↑  Camille Lemonnier, L'école belge de peinture 1830–1905, G. Van Oest & C, 1906, pp. 89–90 （法語）

## 外部連結
- 维基共享资源上的相關多媒體資源：Frans Verhas